# Crotalaria awasensis
Crotalaria awasensis är en ärtväxtart som beskrevs av Mats Thulin. Crotalaria awasensis ingår i släktet sunnhampor, och familjen ärtväxter. Inga underarter finns listade i Catalogue of Life.